# Анимация (фильм, 2020)
«Анимация» — драматический фильм режиссёра Сергея Серёгина. В России фильм «Анимация» был представлен зрителю на фестивале Окно в Европу, а московская премьера состоялась 28 апреля в рамках Российской программы 43 ММКФ.
Это первый игровой художественный фильм режиссера. Выпуск в прокат намечен на 30 сентября 2021 года.

## Сюжет
Вера – художник-аниматор. Её муж и сын погибли. Чтобы справиться с горем, героиня решает переехать в небольшой волжский город. Там Вера становится руководителем анимационной студии для детей. Среди подопечных особенно выделяется один мальчик, который рисует страшные рисунки. С помощью мультипликации Вера решает помочь ребенку преодолеть свои страхи.

## В ролях
| Актёр                | Роль                      |
| -------------------- | ------------------------- |
| Ирина Вербицкая      | Вера                      |
| Владислав Семилетков | Артемий Шохов             |
| Вадим Шанаурин       | Степан Шохов отец Артемия |
| Ксения Худоба        | Нина Шохова мама Артемия  |
| Елена Сусанина       | Баба Катя                 |
| Максим Даниленко     | Митька                    |
| Лилия Ачкасова       | Ольга                     |
| Вика Костылёва       | Дашка                     |
| Дарья Галина         | Василиса                  |
| Сергей Лапшин        | Сашка                     |
| Олег Котин           | гармонист                 |
| Марина Клещёва       | мама Василисы             |
| Юрий Прозоров        | матрос                    |

## Создатели фильма
- Режиссёр: Сергей Серёгин
- Сценаристы: Сергей Серёгин, Ирина Серёгина
- Оператор: Максим Чирков
- Художник-постановщик: Виктор Зудин
- Звукорежиссёр: Илья Качержук
- Монтаж: Иван Жучков, Сергей Серёгин
- Композитор: Артём Фадеев
- Продюсер: Александр Герасимов

## Производство
Съемки картины проходили в городе Тутаев Ярославской области. Фильм произведен при поддержке Министерства Культуры Российской Федерации.

## Фестивали
Впервые зрителю фильм был представлен на фестивале "Окно в Европу" в Выборге в 2020 году. Позже, в 2021 году состоялась московская премьера в рамках Московского международного кинофестиваля. Фильм также был показан на фестивале Near Nazareth Festival в Израиле, где получил награду в качестве лучшего полнометражного фильма. Показы картины прошли в рамках фестиваля Визуальных искусств в Орленке, где был получен диплом. Фильм участвовал в программе Российские дебюты XVII Международного фестиваля Балтийские дебюты в городе Светлогорск, Калининградской области, где был признан лучшим фильмом программы по версии зрителей.

## Награды
"Лучший полнометражный фильм" Near Nazareth Festival (Израиль).